# Gariabania
 Gariabania là một làng thuộc Huyện Barguna, Barisal ở vùng trung nam Bangladesh.